# Söderhamns station
Söderhamns station är en järnvägsstation, ett resecentrum och en driftplats i Söderhamn på Ostkustbanan. Stationshuset byggdes 1995 och järnvägen började trafikeras 1997 i samband med öppnandet av den nya sträckningen av Ostkustbanan utanför centrala Söderhamn.
Järnvägsstationen är rustad och har blivit anpassade för personer med olika funktionsvariationer, detta involverar hörslinga, punktskift, talande skyltar, sinnesplattor och hiss. Möjlighet att beställa ledsagning finns även. 
Den lokala och regionala busstrafiken vid resecentret drivs av X-Trafik. Ybuss kör expressbusstrafik mot Stockholm och Umeå.
Det formella namnet på driftplatsen är Söderhamns västra för att särskilja från Söderhamns centralstation som numera är nedlagd (den skall dock inte förväxlas med den gamla stationen Söderhamns västra på statsbanan Kilafors-Söderhamn-Stugsund, en station som sedan länge är nedlagd).

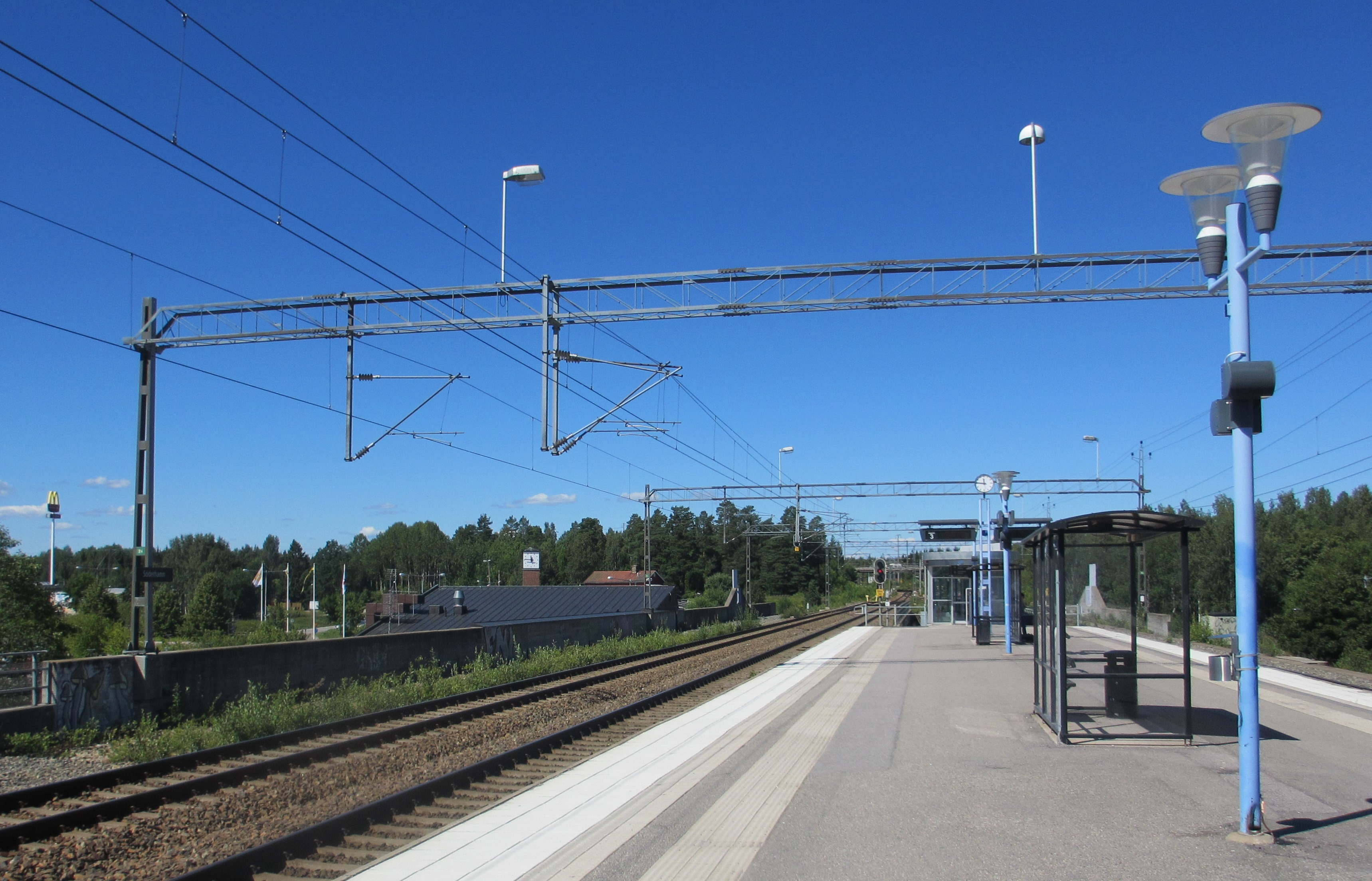
Söderhamns station